# Eberhard Wolfram
Eberhard Wolfram (* 24. Juli 1882 in Gerbstedt; † 6. Januar 1947 in Hamburg) war ein deutscher Vizeadmiral im Zweiten Weltkrieg.

## Leben
Wolfram trat am 7. April 1900 als Seekadett in die Kaiserliche Marine ein, absolvierte seine Grundausbildung auf der Kreuzerfregatte Charlotte und kam anschließend an die Marineschule, wo er am 19. April 1901 zum Fähnrich zur See ernannt wurde. Vom 28. September 1902 bis 31. März 1904 setzte man Wolfram dann auf dem Linienschiff Kaiser Karl der Große ein und beförderte ihn zwischenzeitlich am 27. September 1903 zum Leutnant zur See. Man versetzte Wolfram dann bis 30. September 1904 als Kompanieoffizier zur II. Torpedo-Abteilung und verwendete ihn zeitweise als Wachoffizier auf den Torpedobooten S 106 und S 105. Für sechs Monate gehörte er der II. Werftdivision an. Am 1. April 1905 erfolgte seine Versetzung zur Minenkompanie, die Verwendung als Kommandant auf den Torpedobooten S 24 und S 35 sowie die Beförderung zum Oberleutnant zur See am 10. Juni 1905. Wolfram trat am 1. April 1907 die Ausreise nach Shanghai an, um beim dortigen Ostasiengeschwader für zwei Jahre Stationsdienst als Wachoffizier auf dem Kanonenboot Tiger zu leisten. Nach seiner Rückkehr verwendete man ihn zunächst als Kompanie- und Gerichtsoffizier bei der II. Werftdivision, beförderte ihn am 20. April 1910 zum  Kapitänleutnant und setzte ihn dann als Kompanieführer bis 31. März 1911 ein. Anschließend war er als Wachoffizier bis 29. September 1913 auf dem Großlinienschiff Westfalen. Anschließend versah er wieder Dienst als Kompanieführer bei der Minenabteilung und war zeitgleich vom 10. Mai bis 23. Juni 1914 Chef der III. Minensuchdivision. Diese Kommando erhielt er auch mit Ausbruch des Ersten Weltkriegs und führte den Verband bis über das Kriegsende hinaus nach zwei Umgruppierungen bis zum 25. September 1919. Er war dann Stabsoffizier im Stab der Festungskommandantur Wilhelmshaven und wurde in dieser Funktion am 29. November 1919 zum Korvettenkapitän befördert.
Vom 16. März bis 31. Mai 1920 wurde er zur Verfügung des Chefs der Admiralität gestellt und beurlaubt. Bis 31. März 1922 wurde er dann wieder als Stabsoffizier beim Stab der Kommandantur Wilhelmshaven verwendet. Anschließend erfolgte die Versetzung in die Marineleitung als Referent in der Nautischen Abteilung. Vom 13. Oktober 1924 bis 9. Februar 1928 war Wolfram Chef der Zentralabteilung der Marinewerft Wilhelmshaven und wurde als solcher am 1. Mai 1925 zum Fregattenkapitän sowie am 1. Januar 1928 zum Kapitän zur See befördert. Ab 10. Februar 1928 fungierte Wolfram innerhalb der Marineleitung als Chef des Stabes des Allgemeinen Marineamtes (B Z) und zugleich als Chef der Werft-Abteilung (B B). Am 16. Oktober 1930 stellte man ihn zur Verfügung des Chefs der Marineleitung. Wolfram wurde am 31. Januar 1931 unter gleichzeitiger Beförderung zum Konteradmiral verabschiedet.
Man stellte ihn ab 1. Januar 1939 zur Verfügung der Kriegsmarine und verwendete ihn als z.V.-Offizier im aktiven Truppendienst. Zunächst vom 28. September 1939 bis 5. April 1940 als Führer der Vorpostenboote West sowie anschließend bis 3. April 1943 als Befehlshaber der Sicherung der Nordsee. In dieser Funktion war er am 1. April 1942 Vizeadmiral geworden und war zusätzlich über das gesamte Bestehen der Dienststelle von August 1940 bis März 1942 Führer der Vorpostenboote Nord. Bis zum 30. Juni 1943 stellte man Wolfram zur Verfügung des Oberbefehlshabers der Kriegsmarine und verabschiedete man ihn mit diesem Datum ein weiteres Mal aus dem aktiven Dienst. Am 1. Juli 1943 erfolgte die erneute zur Verfügungstellung, jedoch zog man Wolfram nicht mehr zum aktiven Wehrdienst heran.

## Auszeichnungen
- Eisernes Kreuz (1914) II. und I. Klasse[1]
- Ritterkreuz des Königlichen Hausordens von Hohenzollern mit Schwertern[1]
- Preußisches Dienstauszeichnungskreuz[1]
- Hanseatenkreuz Hamburg[1]
- Friedrich-August-Kreuz II. und I. Klasse[1]
- Spange zum Eisernen Kreuz II. und I. Klasse
- Ritterkreuz des Eisernen Kreuzes am 25. Mai 1941[2]
- Kriegsabzeichen für Minensuch-, U-Boot-Jagd- und Sicherungsverbände